# Camponotus punctaticeps
Camponotus punctaticeps é uma espécie de inseto do gênero Camponotus, pertencente à família Formicidae.